# Pijuke
Pijuke (cyr. Пијуке) – wieś w Bośni i Hercegowinie, w Republice Serbskiej, w gminie Vlasenica. W 2013 roku liczyła 66 mieszkańców.